# Karl Roth von Schreckenstein
Karl Heinrich Leopold Freiherr Roth von Schreckenstein (* 31. Oktober 1823 in Donaueschingen; † 19. Juni 1894 in Karlsruhe) war ein deutscher Archivar und Historiker.

## Lebensweg
Karl Roth von Schreckenstein entstammte der Familie Roth von Schreckenstein. Seine Eltern waren der Grundherr Karl Roth von Schreckenstein (* 18. Oktober 1788; † 20. April 1838) und dessen erste Ehefrau Henriette von Schönberg, Tochter der Friedrike Henriette von Pflugk und des Gutsbesitzers Rudolph Christoph von Schönberg-Tanneberg, dessen besitzung in Sachsen bei Wilsdruff lagen.
Er besuchte zunächst von 1835 bis 1838 das Gymnasium in Donaueschingen, an dem sein Vater fürstlich fürstenbergischer Stallmeister war. Nach dem frühen Tod des Vaters wurde er faktisch Herr auf Schloss Billafingen und fand Aufnahme im Haus seines Onkels, der als Hofmarschall der verwitweten Großherzogin Stephanie in Mannheim lebte. Hier besuchte Karl das Lyceum. Nach seinem Abschluss studierte er an der Universität Heidelberg und wurde Mitglied der Corps Palatia Heidelberg und Saxo-Borussia. 1844 verließ er die Universität und trat als Leutnant in das damals in Ludwigsburg garnisonierende württembergische Reiterregiment in Ludwigsburg ein, wo er bis 1858, zuletzt als Rittmeister blieb. Daneben widmete er sich historischen Studien. 1850 wurde er Mitglied der Freimaurerloge zu den 3 Cedern in Stuttgart, die er 1855 wieder verließ. Er wurde 1857 an der Universität Tübingen (Mitglied im Corps Suevia Tübingen) zum Dr. phil. promoviert. 1859 wurde er zweiter Direktor und Archivar des Germanischen Nationalmuseums in Nürnberg, 1862 wurde er Leiter des Hausarchivs des Fürsten zu Fürstenberg in Donaueschingen, ehe er 1868 als Schüler von Franz Josef Mone (der ihn aber ablehnte da er kein Staatsexamen hatte) zum Direktor des Großherzoglich Badischen Generallandesarchivs in Karlsruhe berufen wurde. 1885 trat er in den Ruhestand.
Ab 1856 war er Mitarbeiter am Wappenbuch des Johann Siebmacher. In den Jahren 1859 bis 1886 befasste er sich als Autor mit der Geschichte der Reichsritterschaft und schuf Werke zur fränkisch-schwäbischen Landesgeschichte. Er war Mitarbeiter am Neuen Siebmacher.
Roth von Schreckenstein war großherzoglich-badischer Kammerherr. Er war seit 1852 verheiratet mit Philippine Freiin von Hornstein-Biethingen (* 3. Juni 1820 in Biethingen; † 21. Dezember 1886 in Karlsruhe). Sie hatten einen Sohn Rudolf (* 1859; † 1913), kgl. preuß. Rittmeister, und fünf Töchter. Die Enkeltochter Maria (* 1886), gesch. Baumgartner, adoptierte notariell 1953 und 1954 amtsgerichtlich Dewi Freiherr Roth von Schreckstein-Metzradt (* 1941), Sohn des Carl von Metzradt (* 1892) und der Lucie Ende (* 1900). Dewi ist ein Enkel der Mathilde Roth von Schreckstein (* 1826; † 1913), jüngere Schwester des Karl Roth von Schreckenstein, und des kgl. sächs. Oberstleutnants Carl Erdmann sen. von Metzradt (* 1814; † 1866).
Der General Ludwig Roth von Schreckenstein war sein Onkel.

## Veröffentlichungen (Auswahl)
- Das Patriziat in den deutschen Städten, besonders Reichsstädten, als Beitrag zur Geschichte der deutschen Städte und des deutschen Adels. Laupp, Tübingen 1856. Nachdruck: Scientia, Aachen 1970, ISBN 3-511-00373-3.
- Geschichte der ehemaligen freien Reichsritterschaft in Schwaben, Franken und am Rheinstrome, nach Quellen bearbeitet.
  - Erster Band: Die Entstehung der freien Reichsritterschaft bis zum Jahr 1437. Laupp, Tübingen 1859.
  - Zweiter Band: Vom Jahre 1437 bis zur Aufhebung der Reichsritterschaft. Laupp, Tübingen 1871.
  - Nachdruck: Verlag für Kunstreproduktion, Neustadt an der Aisch 1998, ISBN 3-89557-097-4 (Erster Band), ISBN 3-89557-098-2 (Zweiter Band).
- Hieronymus Roth v. Schreckenstein, 1500–1568. Eine biographische Studie. Karlsruhe 1878.
- Ein neues Deutsches Adelslexikon. Biethlingen Oktober 1884, Berlin 1885.[3]
- Die Wappen der Rothen v. Schreckenstein. Hrsg. Herold (Verein). Berlin 1891.

## Genealogie
- Hans Friedrich von Ehrenkrook, Carola von Ehrenkrook, Friedrich Wilhelm Euler, Jürgen Thiedicke von Flotow, Walter von Hueck, Johann Georg von Rappard, Hans-Jürgen von Witzendorff: Genealogisches Handbuch der Freiherrlichen Häuser. A (Uradel). 1956. Band II, Band 13 der Gesamtreihe GHdA, Hrsg. Deutsches Adelsarchiv, C. A. Starke Verlag, Glücksburg (Ostsee) 1956, ISSN 0435-2408, S. 443 ff.